# Musée archéologique d'Argos
Le Musée archéologique d’Argos (grec moderne : Αρχαιολογικό Μουσείο Άργους) est un musée grec situé à Argos, dans le Péloponnèse.

## Historique
L'histoire du musée a commencé en avril 1932, lorsque les héritiers de J. Kallergis ont fait don du bâtiment à la commune d'Argos qui, à son tour, l'a transmis à l'État grec en 1955.

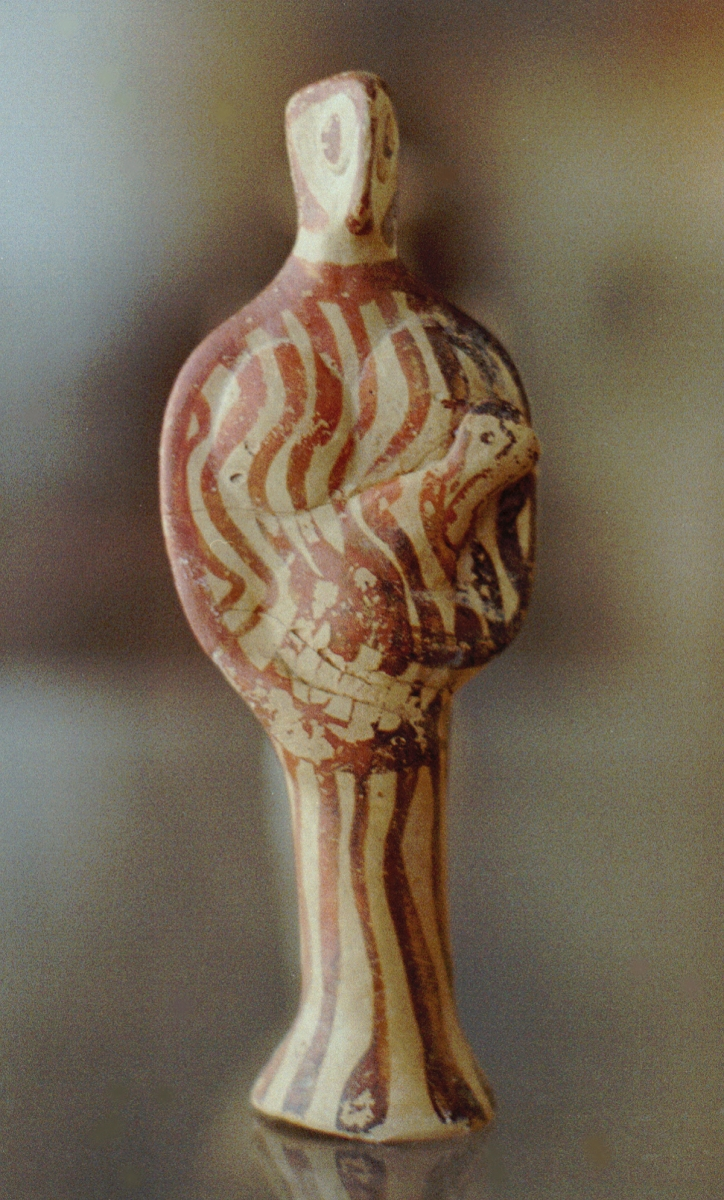
Figurine mycénienne en terre cuite d'une femme tenant un bébé, décor ondulé. Bronze récent.

Le musée comprend de deux sections : le musée Kallergeio, inauguré en 1957, et la nouvelle section, en 1961. L'École française d'Athènes, qui a supervisé la construction de la nouvelle section, est responsable de la plupart des objets exposés dans le musée, découverts à Argos et sa préfecture et datant de la période de l'helladique moyen (environ 2000 av. J.-C.) jusqu'à l'Antiquité tardive (600 ap. JC).
La majeure partie des artefacts ont été découverts sur le site de l'agora antique, dans la zone de l'ancien théâtre romain, et également sur le site de la tombe mycénienne de Déras. L'École américaine d'études classiques à Athènes est également à l'origine de certaines fouilles représentées dans la collection, notamment celles de Lerne.

## Collections

### Céramique
- Figurine mycénienne d'une femme portant un petit enfant, à décor de lignes ondulées, Bronze récent.

- Céramiques d'époque géométrique, VIIIe siècle av. J.-C. : figure féminine tenant les rênes d'un cheval au bord d'un cours d'eau, groupe d'hommes, sacrifice d'un cheval, lutteurs, svastikas, pélicans, échassiers.

- Cratère d'époque archaïque ou géométrique tardive, figurant Ulysse et ses compagnons crevant l'œil du Cyclope Polyphème, vers 670 av. J.-C.

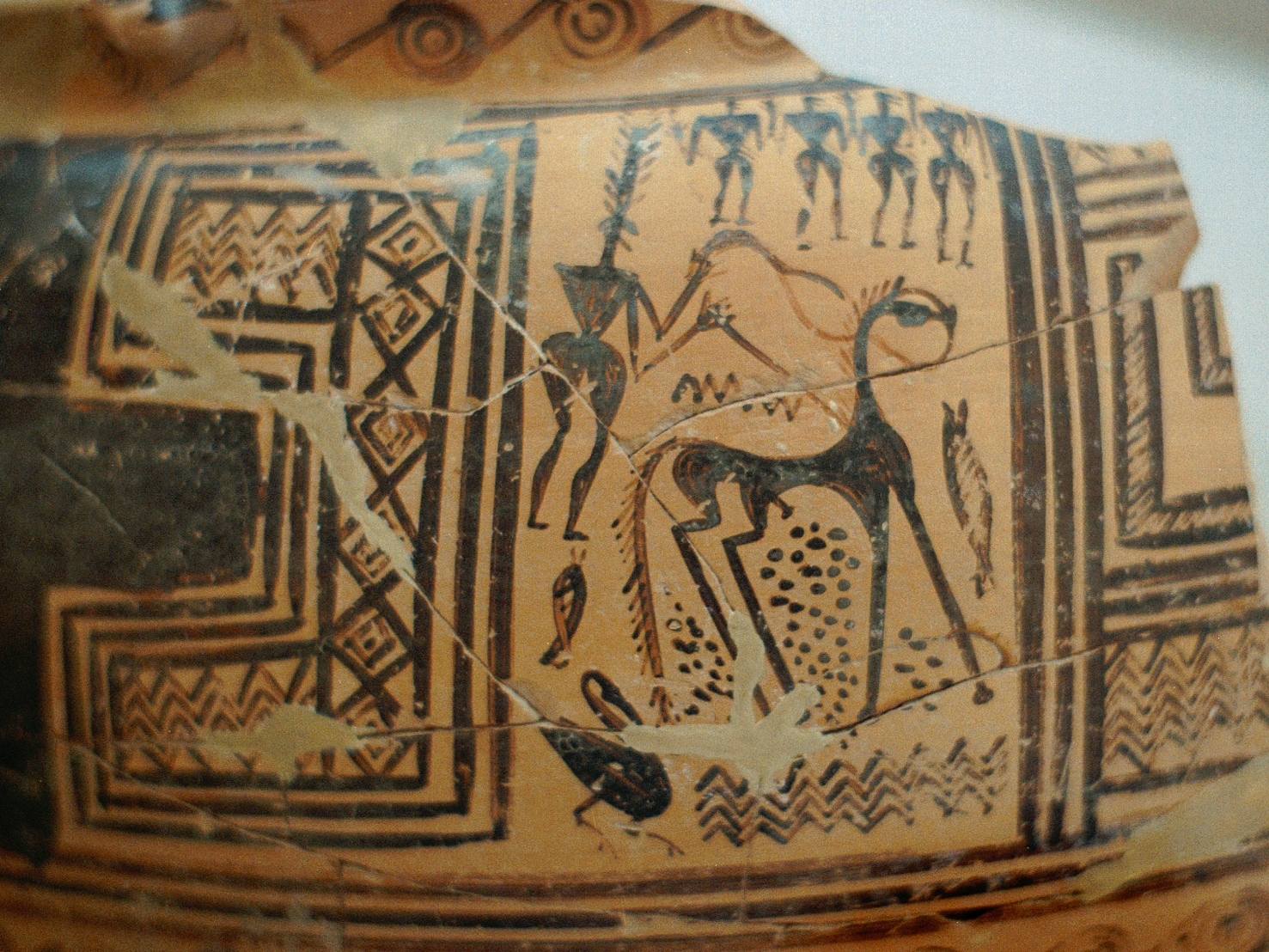
Poterie géométrique grecque, VIIIe siècle av. J.-C. Figure féminine tenant les rênes d'un cheval au bord d'un cours d'eau.
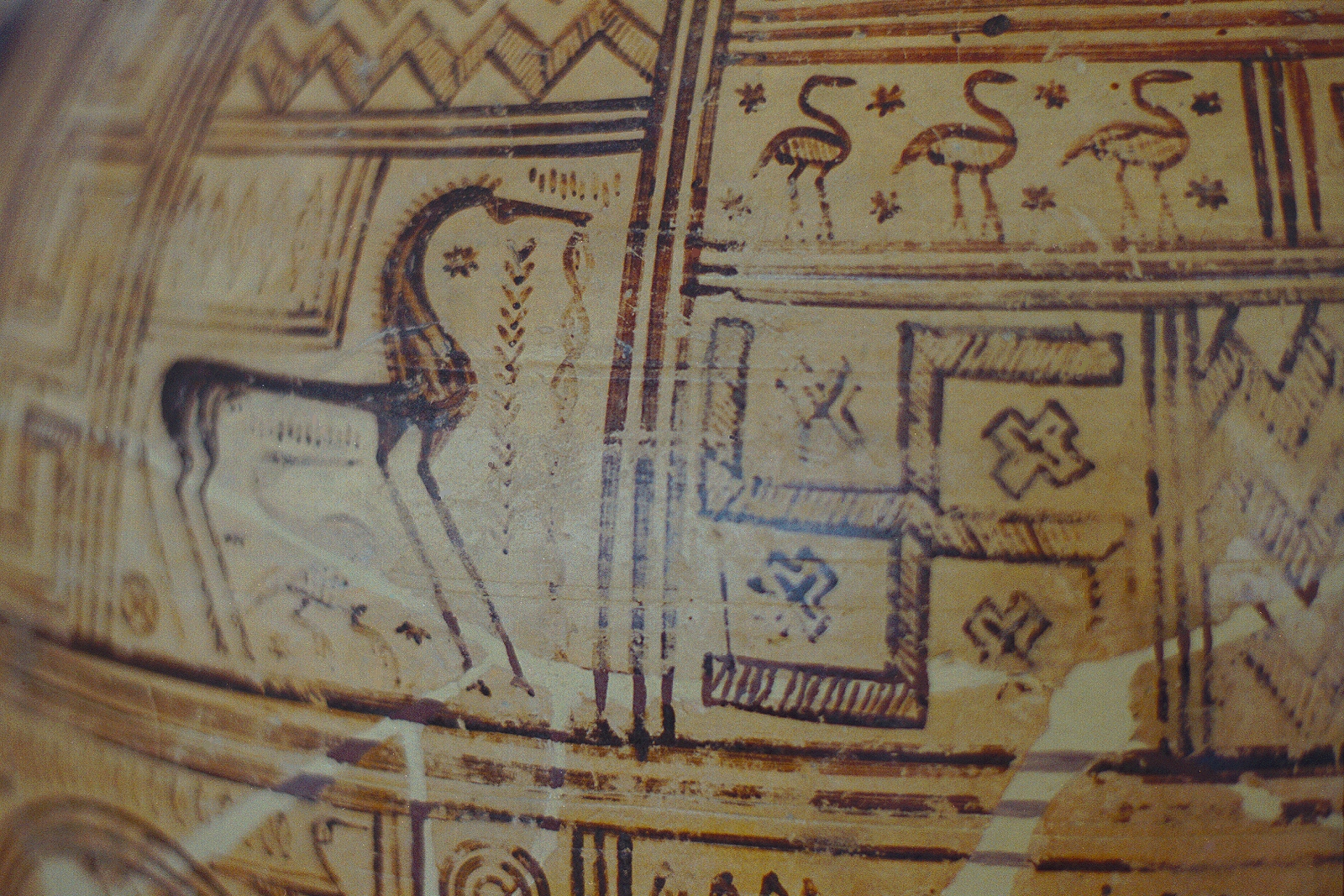
Poterie géométrique grecque, VIIIe siècle av. J.-C. Cheval, gibier d'eau, svastika.
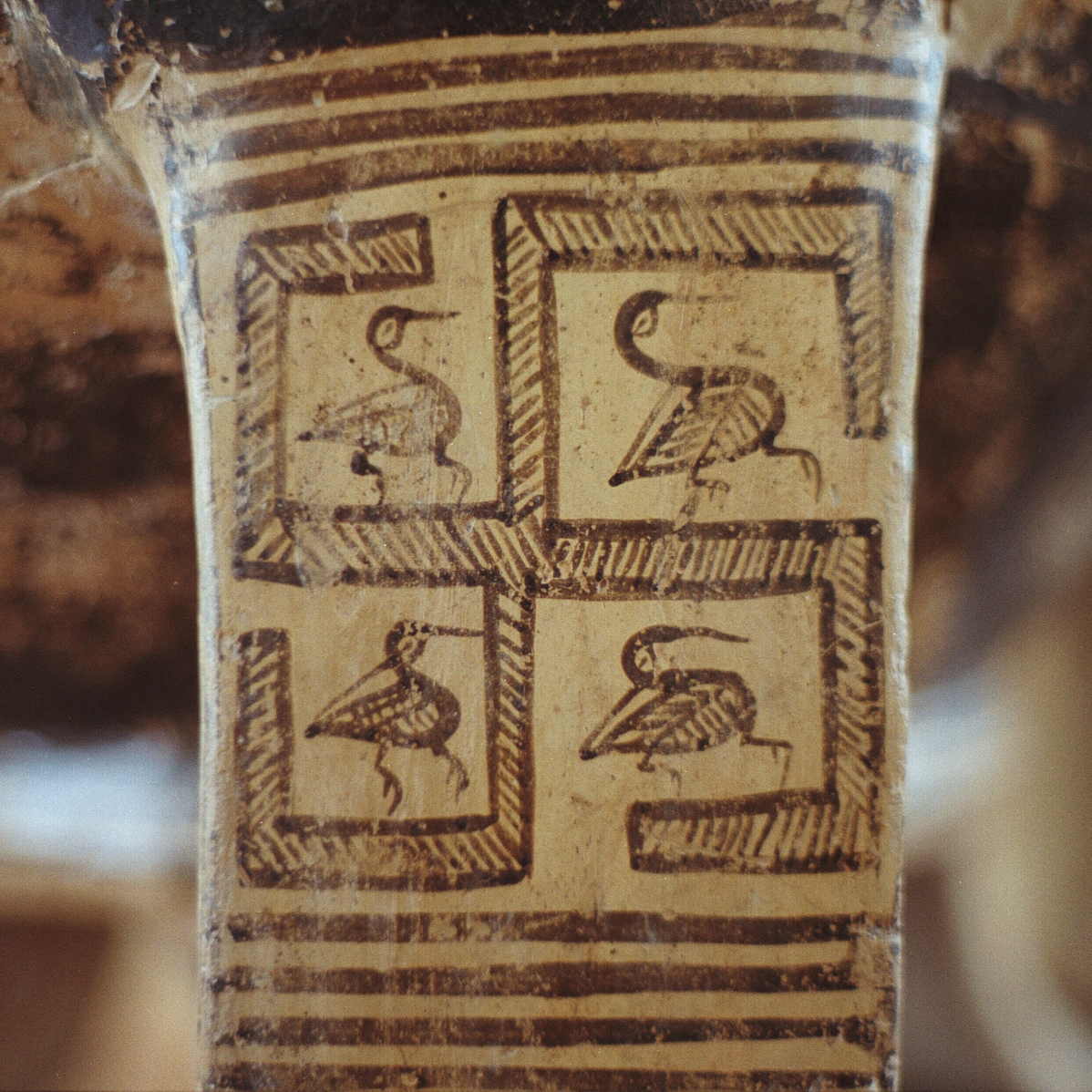
Poterie géométrique grecque, VIIIe siècle av. J.-C. Pélicans dans une svastika.
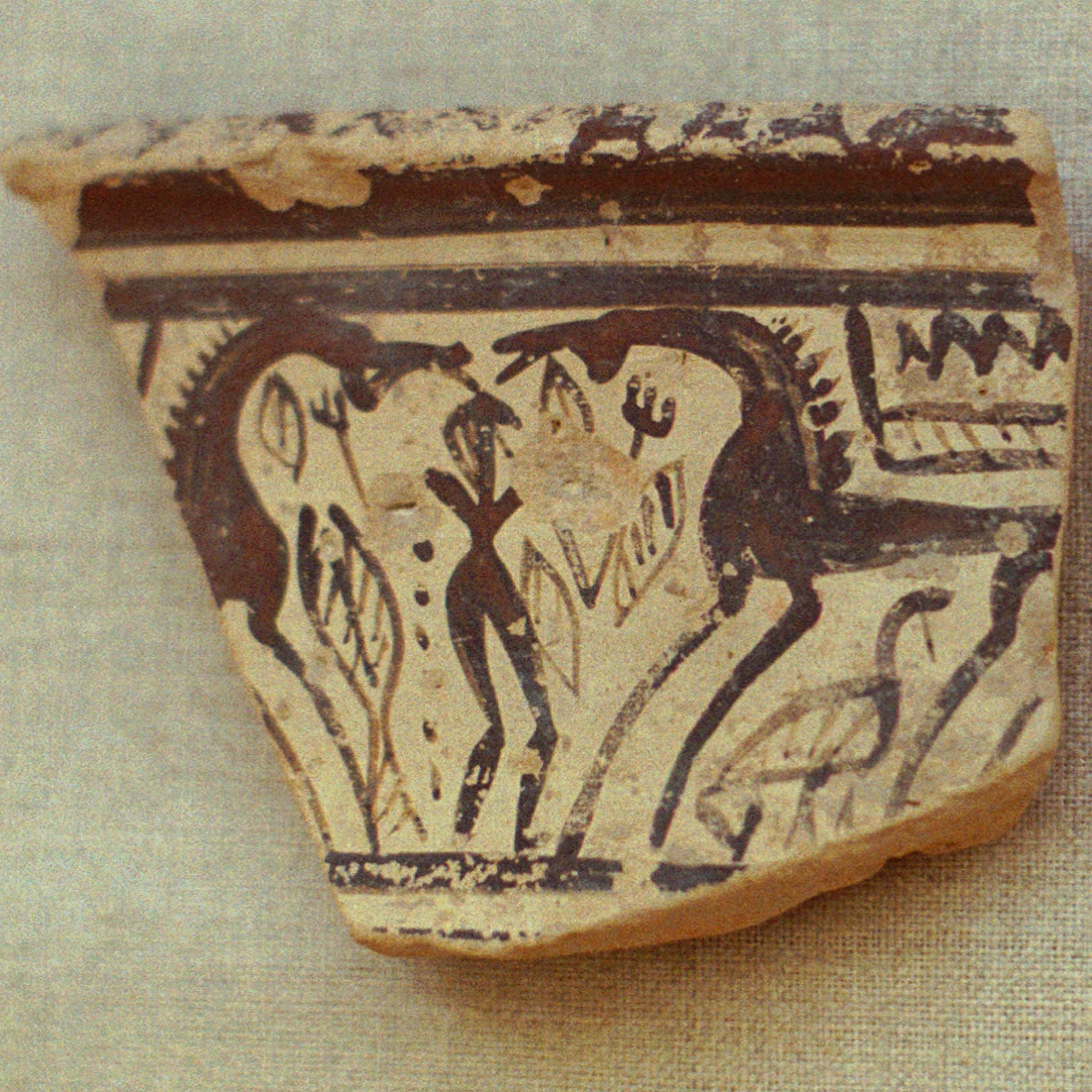
Poterie géométrique grecque, VIIIe siècle av. J.-C. Sacrifice de chevaux.
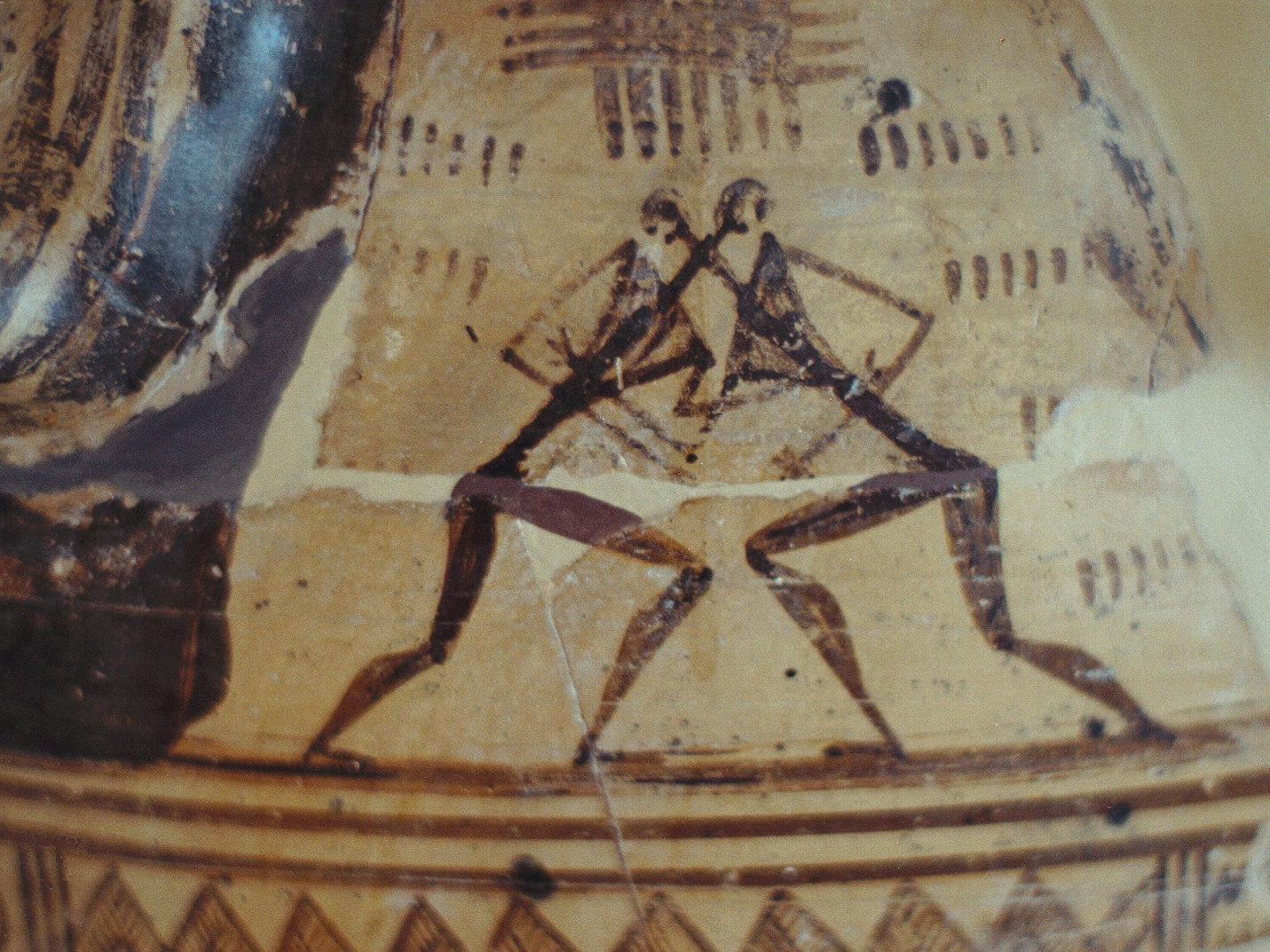
Poterie géométrique grecque, VIIIe siècle av. J.-C. Lutte entre aristocrates à l'occasion de la cérémonie funéraire de l'un des leurs.
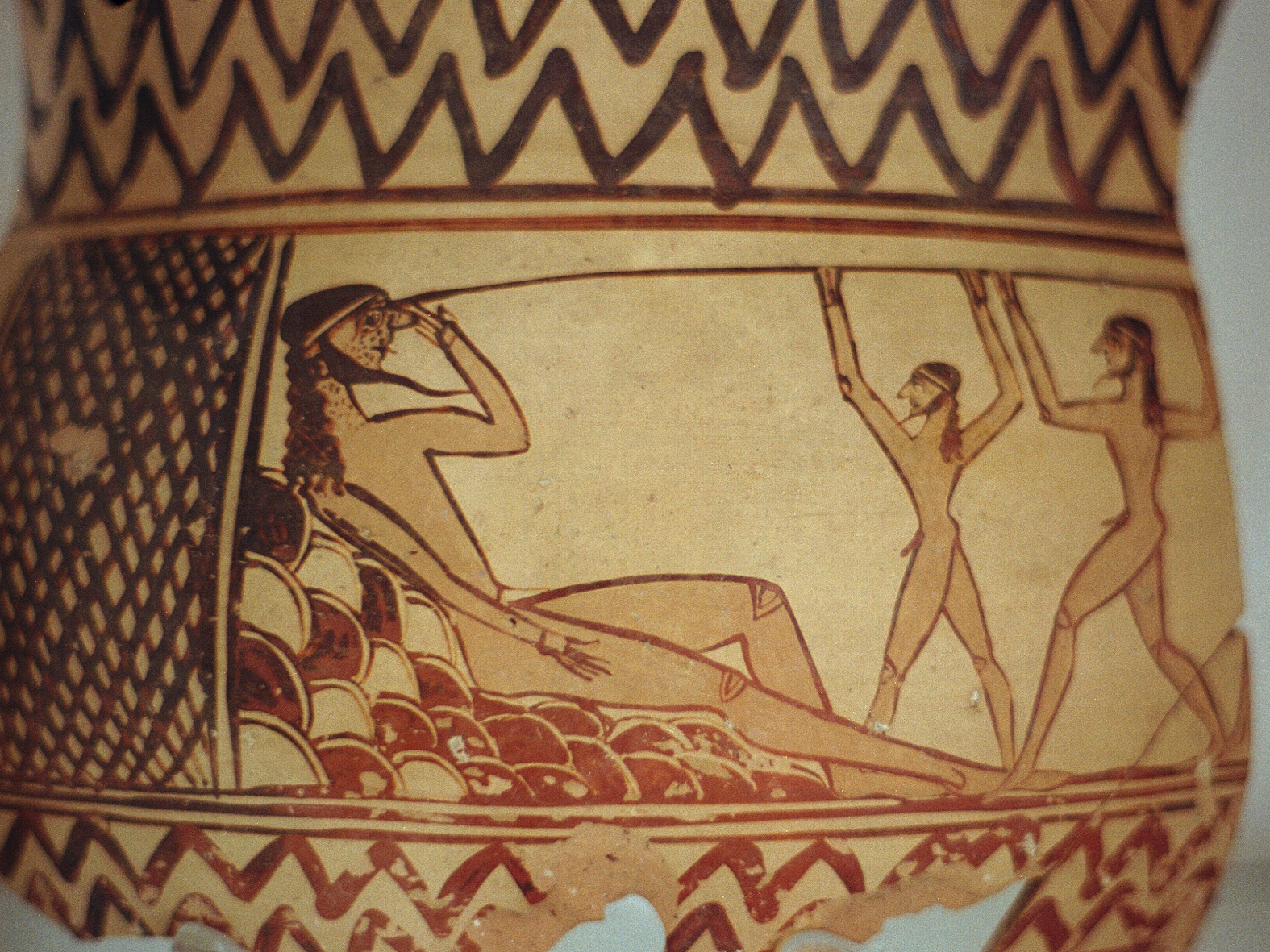
Cratère archaïque, figurant Ulysse et Polyphème, vers 670 av.JC.

### Objets, sculpture

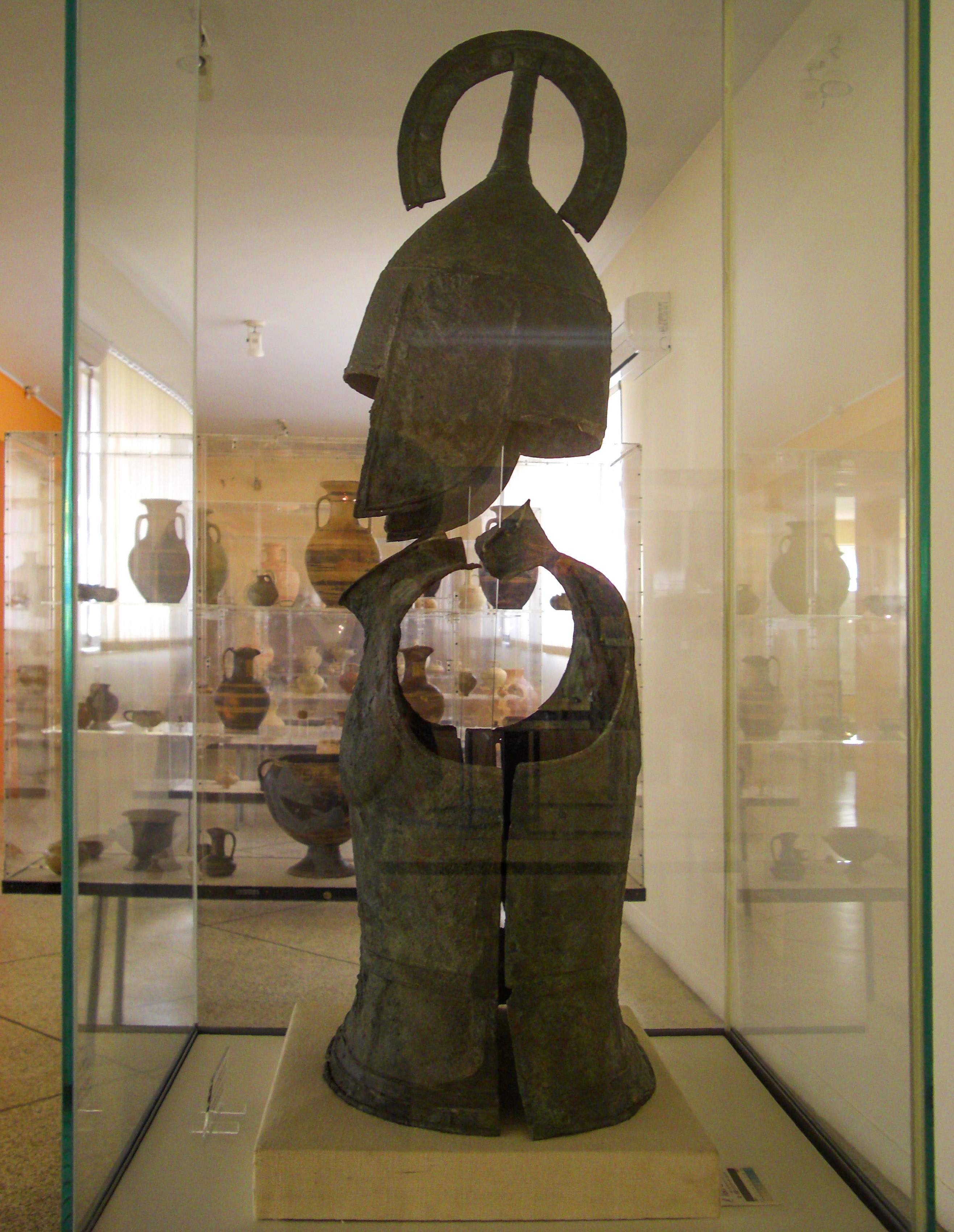
Casque et cuirasse d'un hoplite,

- Cuirasse et un casque de bronze provenant d'une tombe de la fin du VIIIe siècle av. J.-C.[1]

- Mosaïque de sol provenant d'une maison du Ve siècle, avec des symboles des douze mois[1],[2].

- Statue d'Héraclès, copie romaine du prototype de Lysippe pour le marché de Sicyone[2].

Au rez-de-chaussée du musée, une salle est consacrée aux découvertes archéologiques de Lerne. Une figurine en argile d'une femme ou d'une déesse est l'une des plus anciennes représentations sculpturales du corps humain trouvées en Europe. Le musée possède également des modèles de grenades en faïence d'époque post-géométrique, évoquant la présence d'Héra et symboles de richesse et de prospérité.

### Mosaïques romaines
Dans la cour du musée se trouvent des mosaïques romaines représentant Dionysos et les saisons. Pendant les mois d'hiver, les personnages sont représentés enveloppés de capes et de jambières épaisses ; durant l'été, ils sont vêtus de tuniques et jambières plus légères.